# Színház tér (Marosvásárhely)
A marosvásárhelyi Színház tér (románul: Piața Teatrului) a Rózsák teréről nyíló, modern épületekkel szegélyezett közterület. 1971–1973 között hozták létre a ferences kolostor épületegyüttese, és az ezek mögött elhelyezkedő Lázár Ödön park lebontásával. Eredetileg pártpropagandai tömeggyűlések, felvonulások színhelyének (úgynevezett „tapstérnek”) szánták.

## Története
A 18. században Marosvásárhely főterén épült fel a ferencesek temploma és kolostora, „a város legkedveltebb római katolikus temploma”. Az építkezés 1745-ben kezdődött és 1777-ig tartott, de a templom tornyát csak 1802-ben fejezték be. Kriptájában városi előkelőségek és szerzetesek nyugszanak, és a kolostorban több, mint egy évszázadon keresztül fiúiskola és bentlakás is működött. A kolostor mögötti nagyméretű kertet Lázár Ödön parknak nevezték; itt sövénylabirintus és kertmozi is volt, a parkon túl pedig a Hargita vendéglő.
A 20. század második felében a kommunista városvezetés a központ átrendezését tűzte ki céljául. A helyi tanács a főtéri telekért cserébe engedélyezte a katolikusoknak egy külvárosi templom és plébániaépület felépítését, melyekre égető szükség volt a hívek számának növekedése miatt. Az egyezség 1968-ban jött létre, a ferencesek templomát és kolostorát pedig 1971-ben lebontották, kegyeleti okokból meghagyva a tornyot. Ugyancsak lebontották a templom mellett álló 9. szám alatti épületet, ahol többek között a Hungária kávéház működött, és felszámolták a Lázár Ödön parkot is.
A megüresedett helyen 1971–1973 között modern épületekkel szegélyezett, a Nemzeti Színház által uralt, nagy, nyitott teret hoztak létre. Kiképzése és az épületek terve Constantin Săvescu bukaresti építész nevéhez fűződik. 2009–2011 között felújították, az egykori templom és kolostor körvonalait gránitkövekkel jelölték meg.

## Leírása
A Rózsák teréről nyílik, a Toldalagi-palota és az Apolló-palota mögötti részen. Téglalap alakú, nyitott tér, területe 1,8 hektár. A tér nem illeszkedik Marosvásárhely szecessziós központjába; egyesek máig tipikus kommunista „tapstérként” jellemzik.
Főbb épületei, látnivalói:
- Az északnyugati oldalon van a Nemzeti Színház; 1969–1973 között épült (Marosvásárhelynek egészen addig nem volt kőszínháza, az előadásokat különböző épületekben tartották, például az Apolló-palotában, a régi Transzilvánia Szállóban, vagy a Kultúrpalotában).[3]
- Continental szálló, 1980-ban nyílt meg.[3]
- Luxor üzletházak, egykoron a város legnagyobb kereskedelmi központja.[3]
- A Toldalagi-palota mellett van a Mac Constantinescu által tervezett szökőkút, melyet a város egyik szimbólumaként ismernek, bár a 2011-es felújítás során elvesztette eredeti kinézetét.[8]
- Több modern szoborcsoport is látható a téren: Tragédia és komédia (Mac Constantinescu), Genézis (Kulcsár Béla), Múzsák (Zagyva László), Kagyló (Gavril Ședran).[8]

## Képek

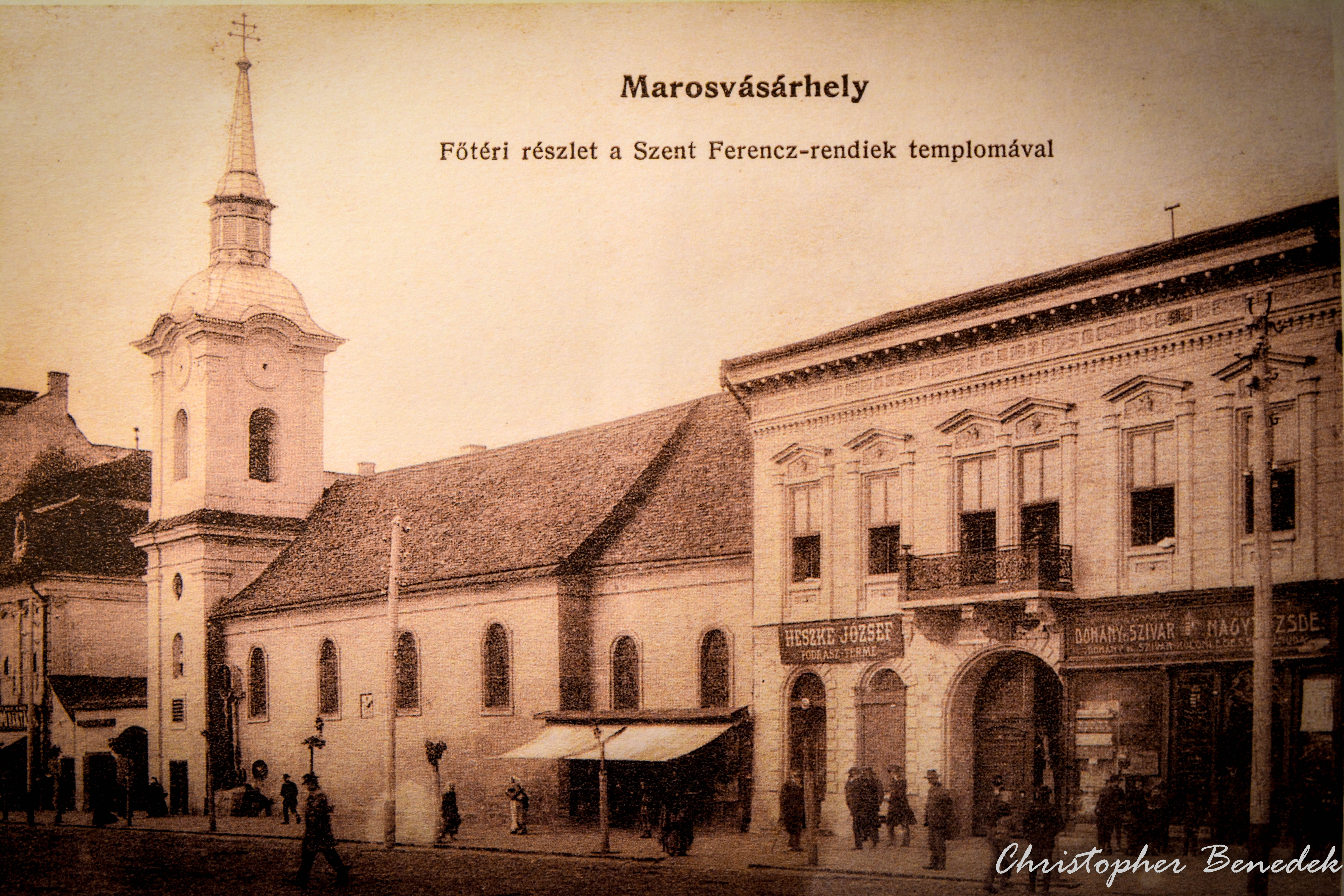
Az egykori ferences templom
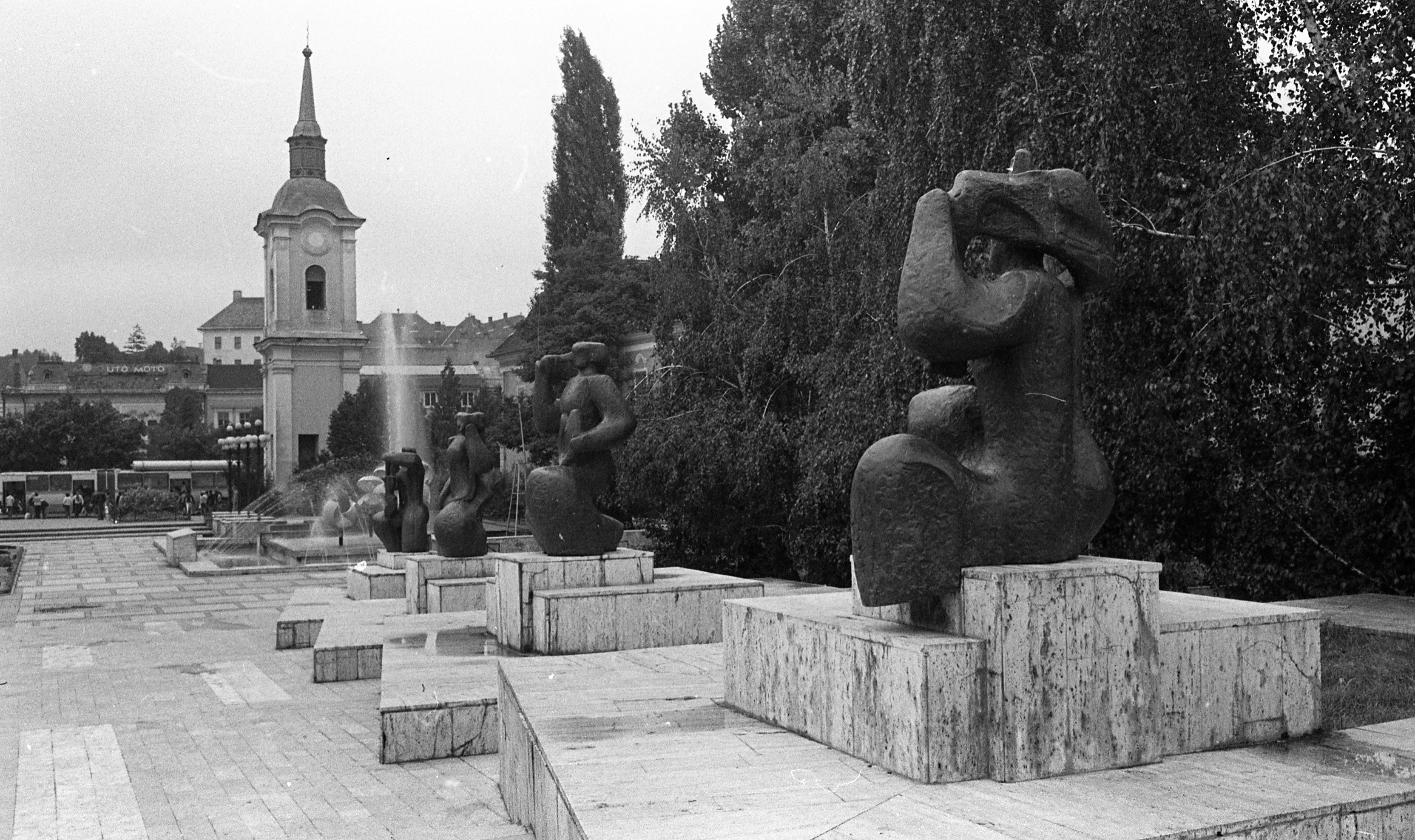
Múzsák szoborcsoport, templomtorony
A szökőkút 2005-ben, az átépítés előtt
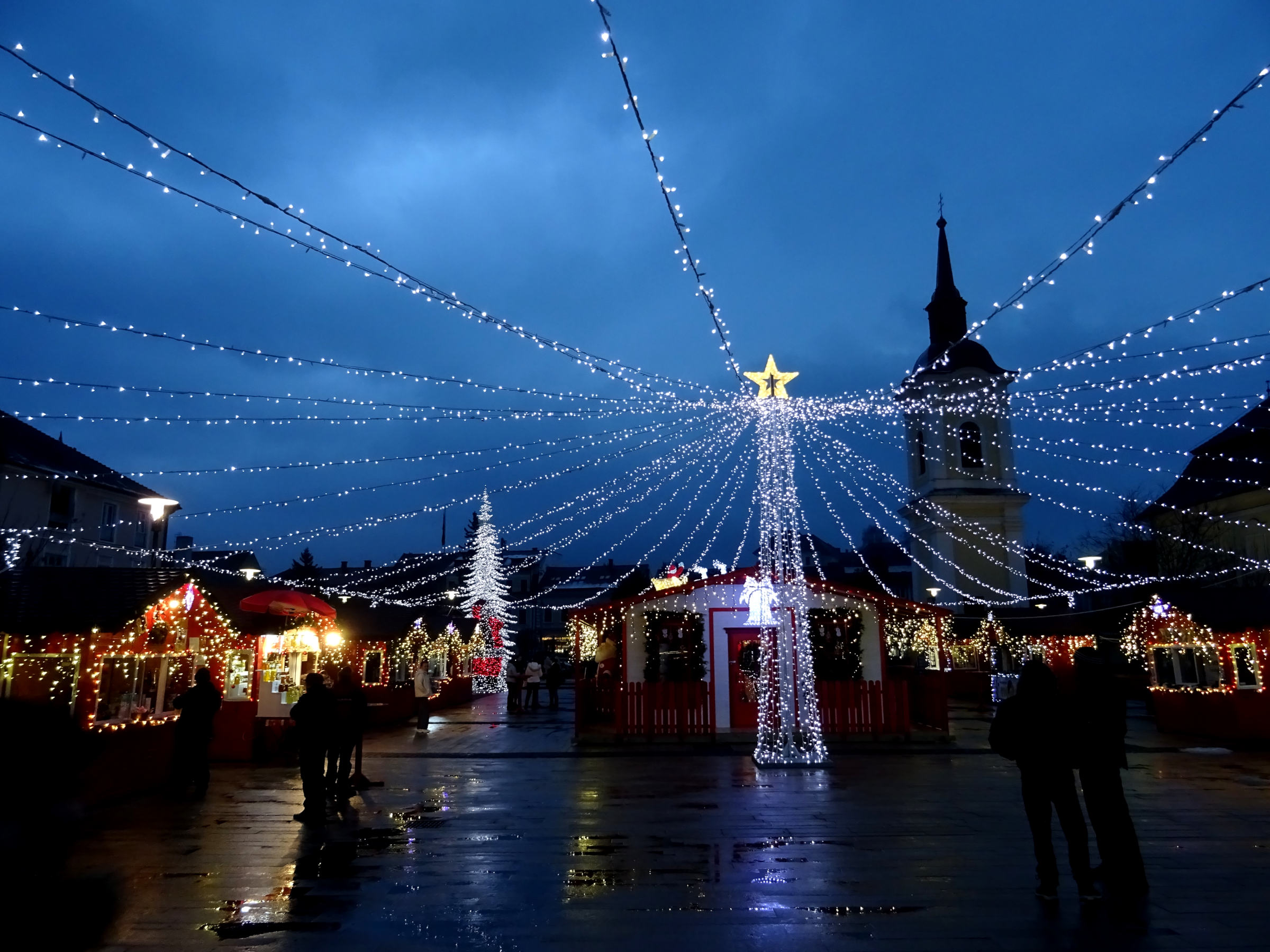
Karácsonyi vásár